# بيتر بوكستون
بيتر بوكستون (بالإنجليزية: Peter Buxton)‏ هو لاعب اتحاد الرغبي بريطاني، ولد في 21 أغسطس 1978 في شلتنهام في المملكة المتحدة.